# U-Bahnhof Lohmühlenstraße
Der U-Bahnhof Lohmühlenstraße ist eine Tunnel-Haltestelle der Linie U1 der Hamburger U-Bahn. Er befindet sich unter dem östlichen Ende des Steindamms im Stadtteil St. Georg. Der U-Bahnhof hat täglich 21.836 Ein- und Aussteiger (Mo–Fr, 2019).
Eröffnet wurde die Station am 2. Juli 1961 im Rahmen des ersten Teilstücks der U-Bahn-Verlängerung vom Hauptbahnhof in Richtung Wandsbek. Der Arbeitstitel während der Bauphase war „St. Georg“.
Der zwischen den beiden Streckengleisen befindliche Mittelbahnsteig hat an beiden Enden des Bahnsteiges Zugangsanlagen mit Schalterhallen auf der Minus-1-Ebene. Seit Mai 2019 ist die Haltestelle mit einem Fahrstuhl und einem taktilen Blindenleitsystem ausgestattet.
Das Kürzel der Station bei der Betreiber-Gesellschaft Hamburger Hochbahn lautet „LS“. Bis zur westlich benachbarten Station Hauptbahnhof Süd sind es etwa 900 Meter, der Abstand zum U-Bahnhof Lübecker Straße beträgt knapp 700 Meter.

## Verkehrsanbindung
| Linie | Verlauf |
| ----- | --- |
| U 1   | Norderstedt Mitte – Richtweg – Garstedt – Ochsenzoll – Kiwittsmoor – Langenhorn Nord – Langenhorn Markt – Fuhlsbüttel Nord – Fuhlsbüttel – Klein Borstel – Ohlsdorf – Sengelmannstraße (City Nord) – Alsterdorf – Lattenkamp (Sporthalle) – Hudtwalckerstraße – Kellinghusenstraße – Klosterstern – Hallerstraße – Stephansplatz (Oper/CCH) – Jungfernstieg – Meßberg – Steinstraße – Hauptbahnhof Süd – Lohmühlenstraße – Lübecker Straße – Wartenau – Ritterstraße – Wandsbeker Chaussee – Wandsbek Markt – Straßburger Straße – Alter Teichweg – Wandsbek-Gartenstadt – Trabrennbahn – Farmsen – Oldenfelde – Berne – Meiendorfer Weg – Volksdorf / Streckenast Ohlstedt – Buckhorn – Hoisbüttel – Ohlstedt \ Streckenast Großhansdorf – Buchenkamp – Ahrensburg West – Ahrensburg Ost – Schmalenbeck – Kiekut – Großhansdorf |

Am U-Bahnhof Lohmühlenstraße besteht Übergang zur MetroBus-Linie 16 und zur NachtBus-Linie 608.
| Linie | Verlauf |
| ----- | --- |
| 16    | Rahlstedt – Farmsen – Eilbek – U Lohmühlenstraße – Hauptbahnhof – St. Pauli – Altona – Elbe-Einkaufszentrum / Schenefeld |
| 608   | St. Pauli – Rathausmarkt – U Lohmühlenstraße – Wandsbek – Rahlstedt                                                      |